# Меннінг (Північна Дакота)
Меннінг (англ. Manning) — переписна місцевість (CDP) в США, в окрузі Данн штату Північна Дакота. Населення — 47 осіб (2020).

## Географія
Меннінг розташований за координатами 47°13′52″ пн. ш. 102°46′13″ зх. д. / 47.23111° пн. ш. 102.77028° зх. д. (47.231035, -102.770375).  За даними Бюро перепису населення США в 2010 році переписна місцевість мала площу 1,49 км², уся площа — суходіл.

## Демографія
Згідно з переписом 2010 року, у переписній місцевості мешкали 74 особи в 29 домогосподарствах у складі 20 родин. Густота населення становила 50 осіб/км².  Було 30 помешкань (20/км²).
Расовий склад населення:
| - 98,6 % — білих |

До двох чи більше рас належало 1,4 %. Частка іспаномовних становила 0,0 % від усіх жителів.
За віковим діапазоном населення розподілялося таким чином: 20,3 % — особи молодші 18 років, 55,4 % — особи у віці 18—64 років, 24,3 % — особи у віці 65 років та старші. Медіана віку мешканця становила 46,0 року. На 100 осіб жіночої статі у переписній місцевості припадало 100,0 чоловіків;  на 100 жінок у віці від 18 років та старших — 110,7 чоловіків також старших 18 років.
Цивільне працевлаштоване населення становило 19 осіб. Основні галузі зайнятості: роздрібна торгівля — 52,6 %, сільське господарство, лісництво, риболовля — 21,1 %.